# 縱覽中國
《纵览中国》（Zonglan Zhongguo）是一家位于美国纽泽西州普林斯顿的关注中国事务的网站，于2008年由普林斯顿中国学社、劳改研究基金会（Laogai Research Foundation）创办。网站域名Chinainperspective.com注册于2008年9月14日。网刊发行人兼主编是陈奎德，编辑顾问是余英时、张灏、林培瑞，编辑部主编是陈奎德，编辑是秦伟平、陈钦典。
《纵览中国》网刊创立的目的是回应中国崛起，为海内外独立的中国知识人提供一个交流与探讨平台，探讨“中国模式”、中国外交政策与对外关系、中国周遭地缘政治、大中华民族主义以及台海两岸关系走向等话题，以应对历史性的挑战。